# Bobby Johnstone
Robert "Bobby" Johnstone (Selkirk, 7 de setembro de 1929 - 22 de agosto de 2001) foi um futebolista escocês que atuava como atacante.

## Carreira
Bobby Johnstone fez parte do elenco da Seleção Escocesa de Futebol, na Copa do Mundo de 1954, porém ele não viajou para a Suíça.[carece de fontes?]